# (239792) Hankakováčová
(239792) Hankakováčová, désignation internationale (239792) Hankakovacova, est un astéroïde de la ceinture principale.

## Description
(239792) Hankakovacova est un astéroïde de la ceinture principale. Il fut découvert le 9 mars 2010 à LightBuckets par Tomáš Vorobjov. Il présente une orbite caractérisée par un demi-grand axe de 2,74 UA, une excentricité de 0,09 et une inclinaison de 1,7° par rapport à l'écliptique.

## Compléments